# Jakob Kredel
Jakob Georg Kredel (* 18. Juni 1808 in Unter-Mossau; † 21. September 1864 in Thompsontown (Pennsylvania)) war ein hessischer Pfarrer, Politiker und Abgeordneter der 2. Kammer der Landstände des Großherzogtums Hessen.

## Leben
Jakob Kredel war der Sohn des Schultheißen und Kirchenältesten Johann Adam Kredel und dessen Ehefrau Anna Margaretha. Kredel, der evangelischen Glaubens war.
Wegen Teilnahme an der Gießener Burschenschaft wurde er 1836 vom Hofgericht Gießen freigesprochen. Im Zuge der Demagogenverfolgung wurde er deswegen im Schwarzen Buch der Frankfurter Bundeszentralbehörde (Eintrag Nr. 954) festgehalten.
Kredel war 1833–1836 Privatlehrer in Erbach und 1836 bis 1838 Lehrer an der Erbacher Stadtschule. 1840 bis 1843 wirkte er als Vikar, bevor er 1842 bis 1850 Pfarrer in Wilsbach wurde. 1850 wurde er als Pfarrer abgesetzt.
1850 gehörte er der Zweiten Kammer der Landstände an. Er wurde für den Wahlbezirk Oberhessen 4/Gladenbach gewählt. 
Später emigrierte er in die USA. Kredel starb bei einem Eisenbahnunglück am 21. September 1864.